# James Galway
Sir James Galway OBE és un virtuós de la flauta irlandès, també conegut com "L'Home de la Flauta Daurada", que va fer carrera internacional com a solista de flauta.

## Educació i carrera
Va estudiar la flauta a la Royal College of Music amb John Francis i a la Guildhall School of Music and Drama amb Geoffrey Gilbert. Després va estudiar breument al Conservatoire de Paris amb Gaston Crunelle. Mentre era a París, va demanar classes al conegut flautista francès Jean-Pierre Rampal, que li va oferir el seu consell, però que va creure que ja era massa bon músic per necessitar classes d'ell o de cap conservatori. Va marxar de París per ocupar la seva primera plaça com a músic d'orquestra amb la Sadler's Wells Opera de Londres.
Va ocupar diverses places de flautista durant quinze anys, amb orquestres com la Covent Òpera de Jardí, la London Symphony Orchestra i la Royal Philharmonic Orchestra. Va ser flauta solista de la Berlín Philharmonic Orquestra sota la direcció de Herbert von Karajan entre els anys 1969 i 1975. Després d'un desacord amb Karajan, i davant de la seva sorpresa, va decidir deixar l'orquestra per a començar una carrera com a solista.
A més de les seves interpretacions del repertori clàssic estàndard, el seu repertori també inclou música contemporània i obres escrites per ell per compositors com David Amram, Malcolm Arnold, William Bolcom, John Corigliano, John Llop Brennan, Dave Heath, Lowell Liebermann i Joaquín Rodrigo.
Galway encara actua regularment i és un dels flautistes més coneguts del món. Els seus enregistraments han venut més de trenta milions de còpies.